# United Service Organizations
Pour les articles homonymes, voir USO.
L'United Service Organizations (USO) est une organisation à but non lucratif qui fournit des services de loisirs et de soutien moral aux membres de l’armée américaine avec des programmes dans plus de 135 centres répartis dans le monde entier.

## Histoire

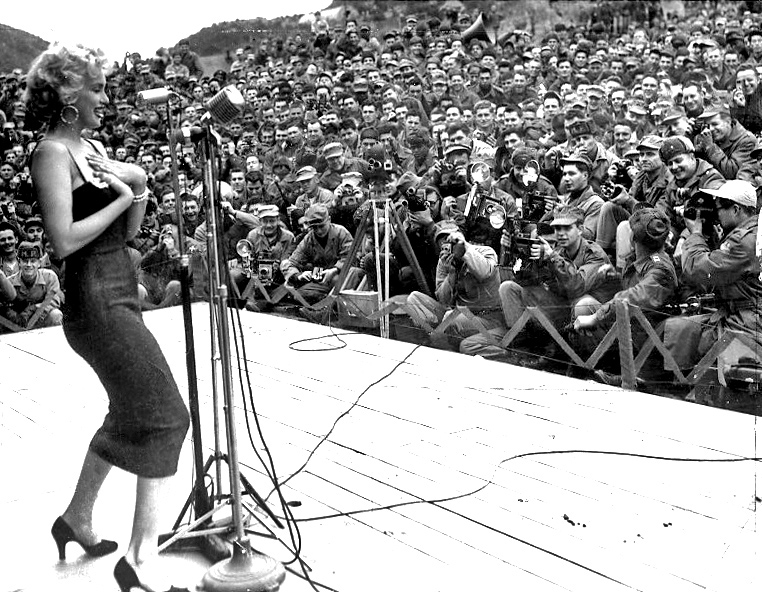
Marilyn Monroe sur scène en Corée (1954).

Depuis 1941, elle a travaillé en partenariat avec le département de la Défense des États-Unis (DOD) et a fourni du soutien et du divertissement aux forces armées américaines grâce à des contributions essentiellement privées ainsi que des fonds, des biens et des services venant du département de la Défense des États-Unis. Ce n’est pas une agence gouvernementale.

## Galerie

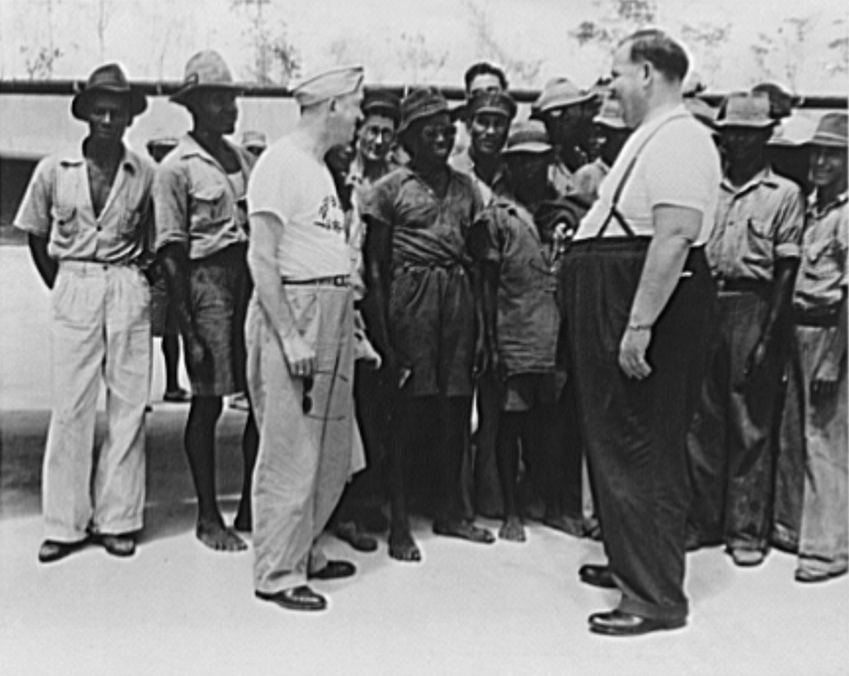
Stan Laurel et Oliver Hardy en 1943.
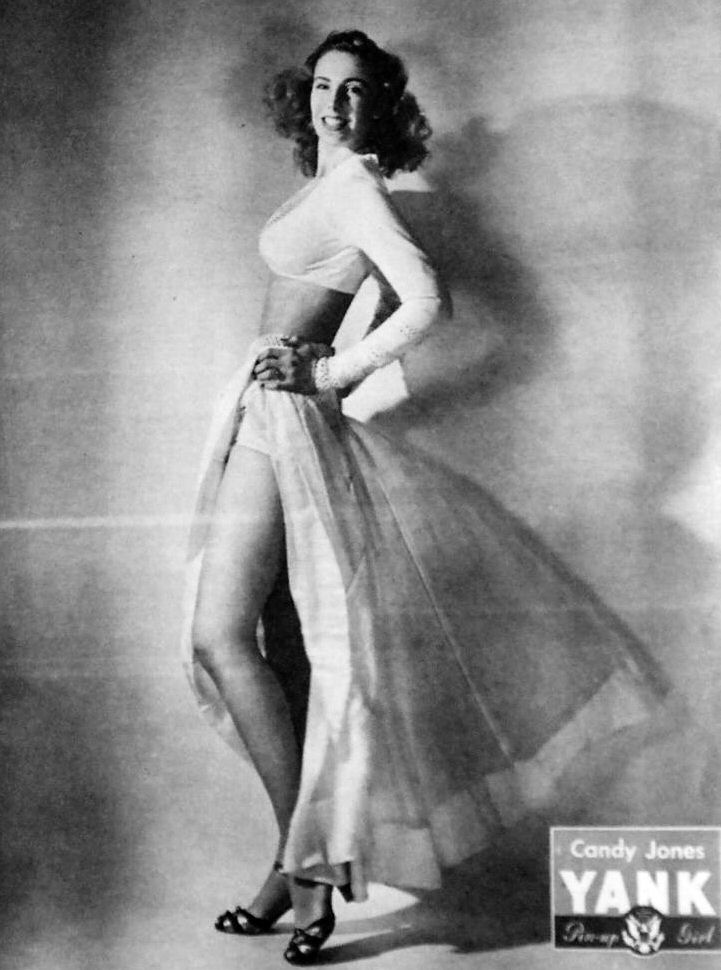
Candy Jones en 1945.
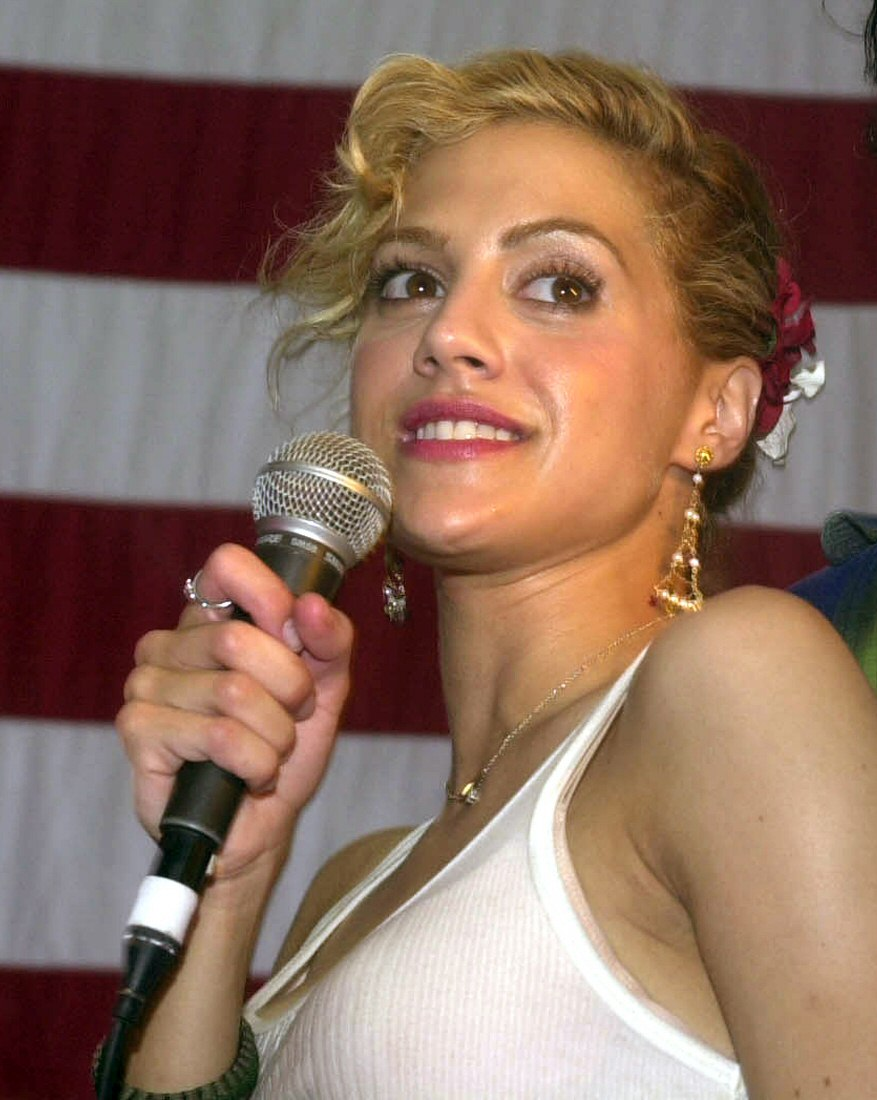
Brittany Murphy en 2003.
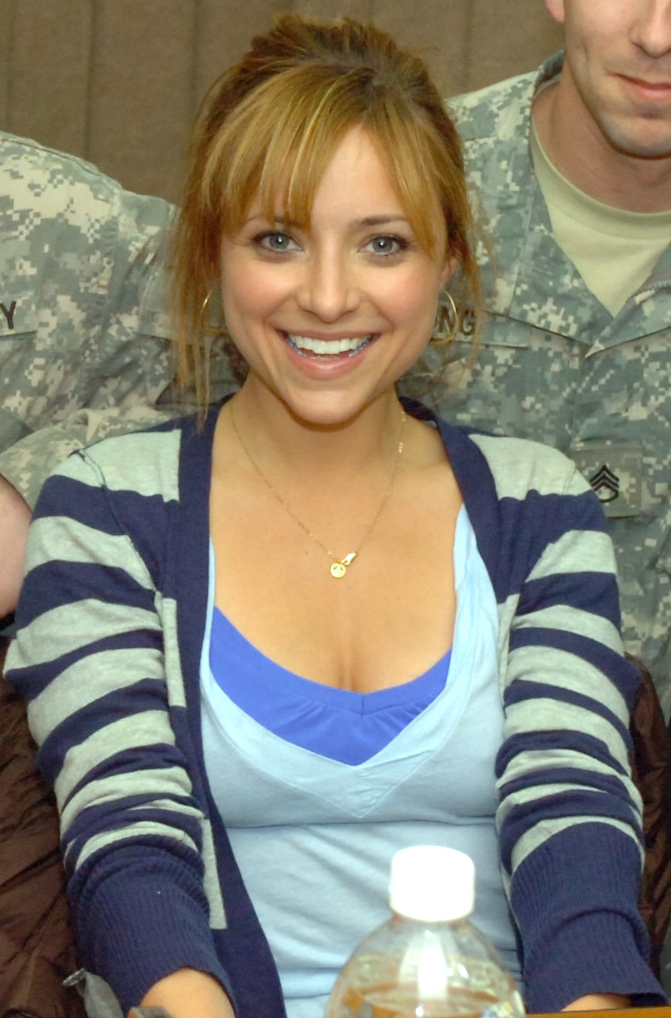
Christine Lakin en 2011.